# 麥寮液化天然氣接收站
麥寮液化天然氣接收站位於臺灣雲林縣麥寮鄉台塑企業集團所屬的第六套輕油裂解廠內，目前已通過環境影響評估審查，預計在2027年完工啟用，該接收站也是繼台灣中油公司與台灣電力公司以外，第一座非政府背景的企業興建的接收站。因麥寮接收站是繼台電公司規畫的第五座臺中港接收站所規劃，因此又稱為第六液化天然氣接收站，或簡稱六接。

## 沿革

### 背景
麥寮發電廠為台塑企業集團關係企業，麥寮汽電公司所成立之火力發電廠，該發電廠最初為台塑企業供應自有的麥寮鄉第六套輕油裂解廠廠用電力以外，並響應政府台電公司提倡獎勵民營企業興建發電廠，藉此分擔電源開發之重任與緩解臺灣供電環境等多項因素而設立。
麥寮發電廠規劃興建六部亞臨界燃煤汽力發電機組，其中三部用於六輕廠用電，三部機組生產之電力授予台電公司，供電網調度使用，1996年8月8日通過行政院環境保護署環境影響評估審查，其中三部供應台電電網的發電機組分別在1999年6月1日、9月9日，以及2000年9月23日完工商轉。

### 規劃
中華民國政府為推動臺灣能源轉型政策，責成經濟部訂定出「展綠、增氣、減煤、非核」的四大轉型方向，除了以太陽光電、離岸風力發電為首的再生能源為主力發展目標外，亦明定將逐步減少燃煤火力發電的容量占比，因此麥寮發電廠所使用的六部燃煤汽力發電機組便首當其衝。
麥寮汽電公司為配合政府減煤政策，規劃將三部燃煤汽力機組於2024年至2025年間陸續除役，並採用兩部燃氣複循環發電機組取代，總裝置容量達1,800~2,400MW，也因此將於麥寮工業專用港內，另闢建一座液化天然氣接收站，以及相關儲氣設施、汽化設施等，對此雲林縣政府表示，該計畫需在符合工安與環保兼顧下進行。
2021年3月部份新聞媒體報導指出，麥寮液化天然氣接收站主要作為觀塘液化天然氣接收站，因民眾抗爭而延宕時的替代方案，對此經濟部說明，麥寮接收站僅供應麥寮汽電公司改建的兩部燃氣複循環發電機組，若要取代觀塘接收站之目的，向北輸送至台電大潭發電廠，兩地之間相距180公里，需佈設180公里以上的管線，預估的施工期程更是無法趕上預計在2022年底啟用的大潭發電廠第8、9號複循環發電機組。
麥寮接收站於2021年8月首次於麥寮鄉召開環評前的公開說明會，並委託泰興工程顧問公司執行環境影響評估調查作業。
2022年3月25日麥寮汽電公司正式提送「麥寮汽電公司燃氣複循環發電機組、液化天然氣接收站新建工程及麥寮工業專用港變更環境影響說明書」至環保署環境影響評估審查，同年8月25日環評初審會中，麥寮汽電公司承諾將氨氣排放濃度限值2ppm納入修正、土壤液化潛勢分析、保育類鳥類及候鳥的相關影響預測及保育對策，和防波堤以北養灘料源等變更內容補正說明後，會中決議初審通過，並預計通過環評後五年內完工啟用。
2022年12月14日環保署召開環評大會審查麥寮液化天然氣接收站的計畫，會中審查委員針對5月至7月間，小燕鷗繁殖季築巢時，當發現鳥巢應該暫緩築巢區方圓50公尺的施工作業，待幼鳥離巢後再恢復施工，以及樹木保護、評估施工船隻用油需使用含硫量0.1％低硫油的可行性等議題，麥寮汽電公司允諾補正後，該計畫通過環評審查，預計投資金額新臺幣570億元，包含300億元的兩部單機容量900MW燃氣複循環發電機組，270億元的液化天然氣接收站。

## 廠區規劃
麥寮液化天然氣接收站預計設置於六輕園區南側預留的設施用地，將設置四座儲氣量16~18萬公秉的氣槽，第一期先興建兩座，其他設施包含汽化設備、燃燒塔、操作大樓，以及行政管理大樓等，總占地面積約37公頃。液化天然氣經處理後經路館送至園區北邊麥寮發電廠使用。
接收站碼頭第一期設置於工業轉用港南碼頭區，水深約17.5公尺，編號為S4碼頭，並另設置一座編號S3的固散式碼頭，第二期再視需求擴建為S1~S3固散式碼頭，並且未來預留可擴建至六席碼頭之空間，接收站碼頭完成後可停靠26萬立方公尺級的液化天然氣運輸船。